# Vihar (Marvel Comics)
Vihar (vagy Ciklon), valódi nevén Ororo Iqadi T’Challa, lánykori vezetéknevén Munroe, egy kitalált szereplő, szuperhős a Marvel Comics képregényeiben. A szereplőt Len Wein és Dave Cockrum alkotta meg. Első megjelenése 1975 májusában, a Giant-Size X-Men első számában volt. Vihar a képregényekben általában az X-Men nevű mutánscsapat tagjaként, gyakran vezetőjeként jelenik meg. T’Challa, a Fekete Párduc hitveseként a kitalált afrikai ország, Wakanda királynője.
Vihar az X-Men csapattagjai közül az egyik leggyakrabban használt szereplő. A képregényfüzeteken kívül része volt az összes, az eredeti sorozat alapján készült animációs sorozatnak, szinte mindegyik videójátéknak, és a 2000-es években vetített X-Men-filmsorozatnak is, melyben az afrikai származású hősnőt Halle Berry alakította.